# Shrapnel Records
La Shrapnel Records è un'etichetta discografica dedicata alla musica heavy metal, fondata a Novato, San Francisco, California nel 1980 dal produttore discografico Mike Varney. La label è stata fin dagli esordi orientata sul produrre lavori di artisti heavy metal fortemente tecnici e di noti guitar hero.
Il chitarrista Marty Friedman (ex-Megadeth, ex-Cacophony), fu uno degli artisti sotto contratto con la label ad ottenere più successo, apparso per la prima volta nel disco Unsung Guitar Heroes II nel 1980 quando militava nella band Vixen (i Vixen cambieranno poi nome in Hawaii realizzando il disco One Nation Underground sempre per la Shrapnel). Nel 1981, un amico diede a Mike Varney una cassetta con alcune incisioni del chitarrista svedese Yngwie Malmsteen, all'epoca diciassettenne. Un anno dopo, Malmsteen scrisse all'etichetta che voleva fare carriera negli States. Molti giovani chitarristi entrarono in contatto con Mike Varney grazie ad una sezione della rivista Guitar Player Magazine che nel 1983 scoprì Malmsteen (apparì anche il virtuoso Paul Gilbert, all'epoca quindicenne). Varney contattò Malmsteen e lo invitò in California presentandogli un cantante chiamato Ron Keel, che all'epoca era alla ricerca di un chitarrista per la sua band, gli Steeler. Il debutto degli Steeler venne realizzato per la Shrapnel Records nel 1983. Varney aiutò lo stesso Ron Keel a fondare una nuova band dopo lo scioglimento degli Steeler, presentandogli il chitarrista Marc Ferrari. I due fondarono i Keel, il quale debutto Lay Down the Law (1984) venne pubblicato proprio per la Shrapnel. Varney introdusse Malmsteen anche negli Alcatrazz di Graham Bonnet, subito dopo la dipartita dagli Steeler.
La Shrapnel Records, particolarmente interessata ai guitar heroes, aiutò ad emergere svariati noti chitarristi come David Chastain, Vinnie Moore, Tony MacAlpine, Paul Gilbert, Bruce Bouillet, Joey Tafolla, Jason Becker, Greg Howe, Richie Kotzen e il già menzionato Marty Friedman, oltre a Malmsteen. Negli anni '90, chitarristi virtuosi ormai affermati come George Lynch (Dokken, Lynch Mob) e Michael Schenker (M.S.G., UFO), registrarono del materiale per l'etichetta. Oggi la Shrapnel Records continua ad essere un riferimento per la musica heavy metal promuovendo altri dotati chitarristi emergenti. Alcune recenti scoperte sono state Marc Rizzo dei Soulfly, John 5 di Rob Zombie. Shrapnel continua tutt'oggi ad essere il riferimento per gli "heavy metal guitar heroes". Negli anni '90 Varney fondò anche le sottoetichette Tone Center e Blues Bureau International per promuovere rispettivamente musica fusion e blues.

## Alcuni artisti della Shrapnel
- Cacophony
- Fifth Angel
- George Lynch
- Great White
- John 5
- Jizzy Pearl
- Keel
- Kevin DuBrow
- Icon
- L.A. Guns
- London
- Marty Friedman
- M.S.G.
- Joey Tafolla
- John Norum
- Phantom Blue
- Racer X
- Steeler
- Tony MacAlpine
- War & Peace
- Vinnie Moore